# Befallningsman
Befallningsman är en titel på en ämbetsman eller tjänsteman som i olika tider använts med flera olika betydelser.
Den äldsta svenska användningen är på en ämbetsman, som samtidigt var konungens fogde över ett visst område ("fogati") och kommendant på något av kronans slott. I några svenska landskap användes befallningsman som benämning på kronofogdar, i några fall även på länsmän. I dessa sammanhang kunde även beteckningen "kunglig befallningsman", eller "kronobefallningsman" förekomma, för att markera att det var en statlig befattningshavare.
En befallningsman kan också avse någon som är utsedd av överordnad att förvalta ägor, områden och senare även gårdar inom lantbruket, och är då synonymt med gårdsfogde, ladufogde, eller rättare.